# 桃園市國民中學列表
桃園市國民中學列表表列出台灣桃園市各直轄區的國民中學。

## 桃園區
| #  | 學校名稱                       | 學校地址            | 網址                                                                   |
| 1  | 桃園市立桃園國民中學           | [330]莒光街2號      | http://www.tyjh.tyc.edu.tw/ （页面存档备份，存于）                     |
| 2  | 桃園市立青溪國民中學           | [330]中山東路124號  | http://www.chjh.tyc.edu.tw/ （页面存档备份，存于）                     |
| 3  | 桃園市立文昌國民中學           | [330]民生路729號    | http://www.wcjhs.tyc.edu.tw/ （页面存档备份，存于）                    |
| 4  | 桃園市立建國國民中學           | [330]介新街20號     | http://www.ckjhs.tyc.edu.tw/ （页面存档备份，存于）                    |
| 5  | 桃園市立中興國民中學           | [330]文中路122號    | http://www.chjhs.tyc.edu.tw/ （页面存档备份，存于）                    |
| 6  | 桃園市立慈文國民中學           | [330]中正路835號    | http://www.twjh.tyc.edu.tw/ （页面存档备份，存于）                     |
| 7  | 桃園市立福豐國民中學           | [330]延平路326號    | http://www.ffjh.tyc.edu.tw/ （页面存档备份，存于）                     |
| 8  | 桃園市立同德國民中學           | [330]南平路489號    | http://www.tdjhs.tyc.edu.tw/ （页面存档备份，存于）                    |
| 9  | 桃園市立會稽國民中學           | [330]大興路222號    | http://www.kjjhs.tyc.edu.tw/ （页面存档备份，存于）                    |
| 10 | 桃園市立大有國民中學           | [330]大有路215號    | http://www.dyjhs.tyc.edu.tw/ （页面存档备份，存于）                    |
| 11 | 桃園市立經國國民中學           | [330]經國路276號    | http://www.jgjhs.tyc.edu.tw/ （页面存档备份，存于）                    |
| 12 | 桃園市立桃園特殊教育學校國中部 | [330]德壽街10號     | http://www.tsad.tyc.edu.tw （页面存档备份，存于）                      |
| 13 | 桃園市私立振聲高級中學國中部   | [330]復興路439號    | http://www.fxsh.tyc.edu.tw/ （页面存档备份，存于）                     |
| 14 | 桃園市私立新興國際中小學       | [330]富國路437號    | http://www.hshs.tyc.edu.tw/internationalschool/ （页面存档备份，存于） |
| 15 | 桃園市私立康萊爾雙語中小學     | [330]力行路288巷8號 | http://www.cornell.tyc.edu.tw/ （页面存档备份，存于）                  |

## 中壢區
| #  | 學校名稱                 | 學校地址                 | 網址                                                |
| 1  | 桃園市立新明國民中學     | [320]中正路487巷18號     | http://www.hmjh.tyc.edu.tw/ （页面存档备份，存于）  |
| 2  | 桃園市立內壢國民中學     | [320]復華一街108號       | http://www.nljh.tyc.edu.tw/ （页面存档备份，存于）  |
| 3  | 桃園市立龍岡國民中學     | [320]龍東路147號         | http://www.lkjh.tyc.edu.tw/ （页面存档备份，存于）  |
| 4  | 桃園市立大崙國民中學     | [320]月眉路一段50號      | http://www.dljh.tyc.edu.tw/ （页面存档备份，存于）  |
| 5  | 桃園市立興南國民中學     | [320]育英路55號          | http://www.hnjh.tyc.edu.tw/ （页面存档备份，存于）  |
| 6  | 桃園市立自強國民中學     | [320]榮民路80號          | http://www.tcjh.tyc.edu.tw/ （页面存档备份，存于）  |
| 7  | 桃園市立東興國民中學     | [320]廣州路25號          | http://www.dsjhs.tyc.edu.tw/ （页面存档备份，存于） |
| 8  | 桃園市立龍興國民中學     | [320]龍勇路100號         | http://www.lsjh.tyc.edu.tw/ （页面存档备份，存于）  |
| 9  | 桃園市立過嶺國民中學     | [320]過嶺里17鄰松智路2號 | http://www.gljh.tyc.edu.tw/ （页面存档备份，存于）  |
| 10 | 桃園市立青埔國民中學     | [320]領航北路二段281號   | http://www.qpjh.tyc.edu.tw/ （页面存档备份，存于）  |
| 11 | 桃園市私立有得雙語中小學 | [320]長春一路288號       | http://www.yoderedu.org/ （页面存档备份，存于）     |

## 平鎮區
| # | 學校名稱                     | 學校地址                 | 網址                                                                |
| 1 | 桃園市立中壢國民中學         | [324]延平路一段115號     | http://www.cljhs.tyc.edu.tw/ （页面存档备份，存于）                 |
| 2 | 桃園市立平鎮國民中學         | [324]振興路2號           | http://www.pjjh.tyc.edu.tw/ （页面存档备份，存于）                  |
| 3 | 桃園市立平南國民中學         | [324]中豐路南勢二段340號 | http://www.pnjh.tyc.edu.tw/ （页面存档备份，存于）                  |
| 4 | 桃園市立平興國民中學         | [324]環南路300號         | http://www.psjh.tyc.edu.tw/ （页面存档备份，存于）                  |
| 5 | 桃園市立東安國民中學         | [324]平東路168號         | http://www.tajh.tyc.edu.tw/ （页面存档备份，存于）                  |
| 6 | 桃園市私立復旦高級中學國中部 | [324]復旦路二段122號     | http://www.fdhs.tyc.edu.tw/ （页面存档备份，存于）                  |
| 7 | 桃園市私立六和高級中學國中部 | [324]陸光路180號         | https://www.lioho.tw/ischool/publish_page/0/ （页面存档备份，存于） |

## 八德區
| # | 學校名稱                       | 學校地址         | 網址                                                |
| 1 | 桃園市立八德國民中學           | [334]興豐路321號 | http://www.ptjh.tyc.edu.tw/ （页面存档备份，存于）  |
| 2 | 桃園市立大成國民中學           | [334]忠勇街12號  | http://www.tcjhs.tyc.edu.tw/ （页面存档备份，存于） |
| 3 | 桃園市立永豐高級中等學校國中部 | [334]永豐路609號 | http://www.yfms.tyc.edu.tw/ （页面存档备份，存于）  |

## 楊梅區
| # | 學校名稱                     | 學校地址                  | 網址                                                                    |
| 1 | 桃園市立楊梅國民中學         | [326]校前路149號          | https://web.archive.org/web/20110905074523/http://www.ymjhs.tyc.edu.tw/ |
| 2 | 桃園市立仁美國民中學         | [326]高榮里梅獅路539巷1號 | http://www.zmjhs.tyc.edu.tw/ （页面存档备份，存于）                     |
| 3 | 桃園市立富岡國民中學         | [326]中正路456號          | http://www.fkjh.tyc.edu.tw/ （页面存档备份，存于）                      |
| 4 | 桃園市立瑞原國民中學         | [326]民豐路69號           | http://www.ryjh.tyc.edu.tw/ （页面存档备份，存于）                      |
| 5 | 桃園市立楊明國民中學         | [326]新農街337號          | http://www.ymjh.tyc.edu.tw/ （页面存档备份，存于）                      |
| 6 | 桃園市立楊光國民中小學       | [326]瑞溪路一段88號       | http://www.ygjps.tyc.edu.tw/ （页面存档备份，存于）                     |
| 7 | 桃園市立瑞坪國民中學         | [326]文化街535號          | http://www.rpjhs.tyc.edu.tw/                                            |
| 8 | 桃園市私立治平高級中學國中部 | [326]中興路137號          | http://www.cpshs.tyc.edu.tw/ （页面存档备份，存于）                     |
| 9 | 桃園市私立大華高級中學國中部 | [326]三民路二段200號      | http://www.thsh.tyc.edu.tw/ （页面存档备份，存于）                      |

## 大溪區
| # | 學校名稱             | 學校地址           | 網址                                                |
| 1 | 桃園市立大溪國民中學 | [335]民權東路210號 | http://www.dsjh.tyc.edu.tw/ （页面存档备份，存于）  |
| 2 | 桃園市立仁和國民中學 | [335]仁和七街55號  | http://www.jhjhs.tyc.edu.tw/ （页面存档备份，存于） |

## 蘆竹區
| # | 學校名稱             | 學校地址               | 網址                                               |
| 1 | 桃園市立南崁國民中學 | [338]五福里五福六路1號 | http://www.nkjh.tyc.edu.tw/ （页面存档备份，存于） |
| 2 | 桃園市立山腳國民中學 | [338]海山路319號       | http://www.sjjh.tyc.edu.tw/ （页面存档备份，存于） |
| 3 | 桃園市立大竹國民中學 | [338]大竹路國中巷35號  | http://www.dcjh.tyc.edu.tw/ （页面存档备份，存于） |
| 4 | 桃園市立光明國民中學 | [338]光明路一段123號   | http://www.gmjh.tyc.edu.tw/ （页面存档备份，存于） |

## 龍潭區
| # | 學校名稱                     | 學校地址               | 網址                                                |
| 1 | 桃園市立龍潭國民中學         | [325]龍華路460號       | http://www.ltjhs.tyc.edu.tw/ （页面存档备份，存于） |
| 2 | 桃園市立凌雲國民中學         | [325]中豐路上林段418號 | http://www.lyjh.tyc.edu.tw/ （页面存档备份，存于）  |
| 3 | 桃園市立石門國民中學         | [325]文化路137號       | http://www.smjh.tyc.edu.tw/ （页面存档备份，存于）  |
| 4 | 桃園市立武漢國民中學         | [325]武中路227號       | http://www.whjhs.tyc.edu.tw/ （页面存档备份，存于） |
| 5 | 桃園市懷恩高級中等學校國中部 | [325]中正路佳安段448號 | https://huaien.school/ （页面存档备份，存于）       |

## 龜山區
| # | 學校名稱               | 學校地址             | 網址                                               |
| 1 | 桃園市立大崗國民中學   | [333]文化二路168號   | http://www.dgjh.tyc.edu.tw/ （页面存档备份，存于） |
| 2 | 桃園市立迴龍國民中小學 | [333]萬壽路一段168號 | http://www.hles.tyc.edu.tw/ （页面存档备份，存于） |
| 3 | 桃園市立幸福國民中學   | [333]中興路100巷20號 | http://www.hfjh.tyc.edu.tw/ （页面存档备份，存于） |
| 4 | 桃園市立龜山國民中學   | [333]自強西路66號    | http://www.gsjh.tyc.edu.tw/ （页面存档备份，存于） |

## 大園區
| # | 學校名稱             | 學校地址                    | 網址                                               |
| 1 | 桃園市立大園國民中學 | [337]中華路298號            | http://www.dyjh.tyc.edu.tw/ （页面存档备份，存于） |
| 2 | 桃園市立竹圍國民中學 | [337]沙崙里2鄰海港路2巷87號 | http://www.cwjh.tyc.edu.tw/ （页面存档备份，存于） |

## 觀音區
| # | 學校名稱                       | 學校地址                 | 網址                                               |
| 1 | 桃園市立觀音高級中等學校國中部 | [328]中山路二段519號     | http://www.gish.tyc.edu.tw/ （页面存档备份，存于） |
| 2 | 桃園市立觀音國民中學           | [328]白玉里下庄子53之1號 | http://www.gijh.tyc.edu.tw/ （页面存档备份，存于） |
| 3 | 桃園市立草漯國民中學           | [328]草漯里四維路73號    | http://www.ttjh.tyc.edu.tw/ （页面存档备份，存于） |

## 新屋區
| # | 學校名稱                       | 學校地址               | 網址                                                |
| 1 | 桃園市立新屋高級中等學校國中部 | [327]中興路111號       | http://www.swjh.tyc.edu.tw/ （页面存档备份，存于）  |
| 2 | 桃園市立永安國民中學           | [327]中山西路三段96號  | http://www.yajh.tyc.edu.tw/ （页面存档备份，存于）  |
| 3 | 桃園市立大坡國民中學           | [327]民有二路二段100號 | http://www.dpjhs.tyc.edu.tw/ （页面存档备份，存于） |
| 4 | 桃園市私立清華高級中學國中部   | [327]中華路658號       | http://www.chvs.tyc.edu.tw/ （页面存档备份，存于）  |

## 復興區
| # | 學校名稱                       | 學校地址            | 網址                                               |
| 1 | 桃園市立羅浮高級中等學校國中部 | [336]羅浮里三鄰18號 | http://www.lfsh.tyc.edu.tw/ （页面存档备份，存于） |